# Filles de la Providence pour les sourds-muets
Les Filles de la Providence pour les sourds-muets forment une congrégation religieuse enseignante de droit pontifical.

## Histoire
En 1817, une école gratuite pour filles pauvres ouverte à Modène et dirigée par des femmes pieuses. Cinq ans plus tard, l'école commence à admettre des filles sourdes-muettes. En 1824, le Père Séverin Fabriani (1792-1857) dirige l'école privée des sourds-muets dont les premières professeurs appartiennent à l'institut des filles de Jésus fondé à Vérone par le vénérable Pierre Leonardi.
Pour la gestion de l'école, Fabriani fonde en 1828 les Filles de la Providence avec quelques sœurs enseignantes des filles de Jésus dans le but d'éduquer des sourds-muets. La nouvelle congrégation obtient la reconnaissance de l'autorité ecclésiastique le 20 décembre 1844. Les constitutions sont approuvées par le pape Grégoire XVI le 9 janvier 1845. L'institut reçoit une approbation papale temporaire le 6 juillet 1932 puis définitive le 7 janvier 1941.

## Activités et diffusion
Les sœurs se consacrent à l'enseignement des sourds-muets.
La maison-mère est à Modène.
En 2017, la congrégation comptait 90 sœurs dans 9 maisons.